# VM i fodbold 2019 (kvinder)
VM i fodbold for kvinder 2019 var det ottende VM i fodbold for kvinder og blev afholdt i Frankrig, der fik tildelt værtsskabet 19. marts 2015 efter en enstemmig beslutning af FIFA's eksekutivkomite. Den anden ansøger var Sydkorea. Oprindeligt have fem lande vist interesse for at afholde mesterskabet, nemlig England, Frankrig, Sydkorea, New Zealand og Sydafrika, men i sidste ende var det kun Sydkorea og Frankrig, der endte med at indsende en ansøgning.
De forsvarende mestre fra USA blev verdensmester, for fjerde gang i VM-historien, med en finalesejr over Holland.

## Spillesteder
Åbningskampen blev spillet på Parc des Princes i Paris, mens finalekampen blev spillet i Lyon på Parc Olympique Lyonnais, med en kapacitet på 58.000. Roazhon Park i Rennes var vært for seks kampe i, fire i gruppespillet, en i ottendedelsfinalerne og en i semifinalerne. Ti andre byer var kandidater. De sidste 9 stadions blev valgt den 14. juni 2017; Stade de la Beaujoire i Nantes, Stade Marcel Picot i Nancy og Stade de l'Abbé-Deschamps i Auxerre blev fravalgt.
Tre af stadions blev brugt ved EM i fodbold 2016: Parc Olympique i Lyon, Parc des Princes i Paris og Allianz Riviera i Nice. Et andet stadion blev brugt både ved VM i fodbold 1998 og Rugby World Cup 2007: Stade de la Mosson i Montpellier. De andre stadions har mindre end 30.000 siddepladser.
| Lyon                    | Paris | Nice | Montpellier | |
| ----------------------- | --- | --- | --- | --- |
| Parc Olympique Lyonnais | Parc des Princes                                                                                               | Allianz Riviera                                                                                                | Stade de la Mosson                                                                                             | |
| Kapacitet: 58.000       | Kapacitet: 48.583                                                                                              | Kapacitet: 35.624                                                                                              | Kapacitet: 32.950                                                                                              | |
|                         | | | | |
| Rennes                  | Lyon Grenoble Le Havre Montpellier Nice Paris Reims Rennes Valenciennes VM i fodbold 2019 (kvinder) (Frankrig) | Lyon Grenoble Le Havre Montpellier Nice Paris Reims Rennes Valenciennes VM i fodbold 2019 (kvinder) (Frankrig) | Lyon Grenoble Le Havre Montpellier Nice Paris Reims Rennes Valenciennes VM i fodbold 2019 (kvinder) (Frankrig) | Lyon Grenoble Le Havre Montpellier Nice Paris Reims Rennes Valenciennes VM i fodbold 2019 (kvinder) (Frankrig) |
| Roazhon Park            | Lyon Grenoble Le Havre Montpellier Nice Paris Reims Rennes Valenciennes VM i fodbold 2019 (kvinder) (Frankrig) | Lyon Grenoble Le Havre Montpellier Nice Paris Reims Rennes Valenciennes VM i fodbold 2019 (kvinder) (Frankrig) | Lyon Grenoble Le Havre Montpellier Nice Paris Reims Rennes Valenciennes VM i fodbold 2019 (kvinder) (Frankrig) | Lyon Grenoble Le Havre Montpellier Nice Paris Reims Rennes Valenciennes VM i fodbold 2019 (kvinder) (Frankrig) |
| Kapacitet: 29.778       | Lyon Grenoble Le Havre Montpellier Nice Paris Reims Rennes Valenciennes VM i fodbold 2019 (kvinder) (Frankrig) | Lyon Grenoble Le Havre Montpellier Nice Paris Reims Rennes Valenciennes VM i fodbold 2019 (kvinder) (Frankrig) | Lyon Grenoble Le Havre Montpellier Nice Paris Reims Rennes Valenciennes VM i fodbold 2019 (kvinder) (Frankrig) | Lyon Grenoble Le Havre Montpellier Nice Paris Reims Rennes Valenciennes VM i fodbold 2019 (kvinder) (Frankrig) |
|                         | Lyon Grenoble Le Havre Montpellier Nice Paris Reims Rennes Valenciennes VM i fodbold 2019 (kvinder) (Frankrig) | Lyon Grenoble Le Havre Montpellier Nice Paris Reims Rennes Valenciennes VM i fodbold 2019 (kvinder) (Frankrig) | Lyon Grenoble Le Havre Montpellier Nice Paris Reims Rennes Valenciennes VM i fodbold 2019 (kvinder) (Frankrig) | Lyon Grenoble Le Havre Montpellier Nice Paris Reims Rennes Valenciennes VM i fodbold 2019 (kvinder) (Frankrig) |
| Le Havre                | Valenciennes                                                                                                   | Reims | Grenoble | |
| Stade Océane            | Stade du Hainaut                                                                                               | Stade Auguste-Delaune                                                                                          | Stade des Alpes                                                                                                | |
| Kapacitet: 25.178       | Kapacitet: 25.172                                                                                              | Kapacitet: 21.628                                                                                              | Kapacitet: 20.068                                                                                              | |
|                         | | | | |

## VAR

### Video assistant referees
Den 15. marts 2019 godkendte FIFA-rådet anvendelsen af Video assistant referees (VAR) - systemet for første gang til det kvindelige VM. Teknologien blev tidligere eksperimenteret ved VM i fodbold 2018 i Rusland. De femten VAR-dommere annonceret af FIFA d. 2. maj 2019.

## Kvalifikation
Holdfordelingen blev godkendt af FIFA-rådet den 13.-14. oktober 2016. Hold fra hvert internationalt forbund er uændret fra den foregående slutrunde.

### Kvalificerede hold
I alt 24 hold havde kvalificeret sig til slutrunden. Holdenes FIFA-rangering, fra marts er ist i parentes.
| AFC (5 hold) - Australien (6) - Kina (16) - Japan (7) - Sydkorea (14) - Thailand (34) CAF (3 hold) - Cameroun (46) - Nigeria (38) - Sydafrika (49) | CONCACAF (3 hold) - Canada (5) - Jamaica (53) - USA (1) CONMEBOL (3 hold) - Argentina (37) - Brasilien (10) - Chile (39) OFC (1 team) - New Zealand (19) | UEFA (9 hold) - England (3) - Frankrig (vært) (4) - Tyskland (2) - Italien (15) - Holland (8) - Norge (12) - Skotland (20) - Spanien (13) - Sverige (9) |

## Kampe

### Gruppespil

#### Gruppe A
| Pos | Hold     | K | V | U | T | M+ | M- | MF | P | Gruppe-resultat            |
| --- | -------- | - | - | - | - | -- | -- | -- | - | -------------------------- |
| 1   | Frankrig | 3 | 3 | 0 | 0 | 7  | 1  | +6 | 9 | Avancering til Slutspil    |
| 2   | Norge    | 3 | 2 | 0 | 1 | 6  | 3  | +3 | 6 | Avancering til Slutspil    |
| 3   | Nigeria  | 3 | 1 | 0 | 2 | 2  | 4  | −2 | 3 | Slutspil eller elimination |
| 4   | Sydkorea | 3 | 0 | 0 | 3 | 1  | 8  | −7 | 0 |                            |

##### Frankrig - Sydkorea
| 7. juni 2019 21:00 |

| Frankrig                                       | 4–0     | Sydkorea |
| ---------------------------------------------- | ------- | -------- |
| - Le Sommer 9' - Renard 35', 45+2' - Henry 85' | Rapport |          |

| Parc des Princes, Paris Tilskuere: 45,261 Dommer: Claudia Umpiérrez (Uruguay) |

##### Norge - Nigeria
| 8. juni 2019 21:00 |

| Norge                                       | 3-0     | Nigeria 37' (sm.) |
| ------------------------------------------- | ------- | ----------------- |
| - Reiten 17' - Utland 34' - Ohale 37' (sm.) | Rapport |                   |

| Stade Auguste-Delaune, Reims Tilskuere: 11,050 Dommer: Kate Jacewicz (Australien) |

##### Nigeria - Sydkorea
| 12. juni 2019 15:00 |

| Nigeria                           | 2-0     | Sydkorea |
| --------------------------------- | ------- | -------- |
| - Do-yeon 29' (sm.) - Oshoala 75' | Rapport |          |

| Stade des Alpes, Grenoble Tilskuere: 11,252 Dommer: Anastasija Pustovojtova (Rusland) |

##### Frankrig - Norwge
| 12. juni 2019 21:00 |

| Frankrig                            | 2-1     | Norge                |
| ----------------------------------- | ------- | -------------------- |
| - Gauvin 46' - Le Sommer 72' (str.) | Rapport | - Renard 54' (sm.) · |

| Allianz Riviera, Nice Tilskuere: 34,872 Dommer: Bibiana Steinhaus (Tyskland) |

##### Nigeria - Frankrig
| 17. juni 2019 21:00 |

| Nigeria | 0-1     | Frankrig              |
| ------- | ------- | --------------------- |
|         | Rapport | - Renard 79' (str.) · |

| Roazhon Park, Rennes Tilskuere: 28,667 Dommer: Mellisa Borjas (Honduras) |

##### Sydkorea - Norge
| 17. juni 2019 21:00 |

| Sydkorea         | 1-2     | Norge                                       |
| ---------------- | ------- | ------------------------------------------- |
| - Yeo Min-ji 78' | Rapport | - Graham 4' (str.) - Herlovsen 50' (str.) · |

| Stade Auguste-Delaune, Reims Tilskuere: 13,034 Dommer: Marie-Soleil Beaudoin (Canada) |

#### Gruppe B
| Pos | Hold      | K | V | U | T | M+ | M- | MF | P | Gruppe-resultat            |
| --- | --------- | - | - | - | - | -- | -- | -- | - | -------------------------- |
| 1   | Tyskland  | 3 | 3 | 0 | 0 | 6  | 0  | +6 | 9 | Avancering til Slutspil    |
| 2   | Spanien   | 3 | 1 | 1 | 1 | 3  | 2  | +1 | 4 | Avancering til Slutspil    |
| 3   | Kina      | 3 | 1 | 1 | 1 | 1  | 1  | 0  | 4 | Slutspil eller elimination |
| 4   | Sydafrika | 3 | 0 | 0 | 3 | 1  | 8  | −7 | 0 |                            |

##### Tyskland - Kina
| 8. juni 2019 15:00 |

| Tyskland    | 1–0     | Kina |
| ----------- | ------- | ---- |
| - Gwinn 66' | Rapport |      |

| Roazhon Park, Rennes Tilskuere: 15,283 Dommer: Marie-Soleil Beaudoin (Canada) |

##### Spanien - Sydafrika
| 8. juni 2019 18:00 |

| Spanien                                          | 3-1     | Sydafrika        |
| ------------------------------------------------ | ------- | ---------------- |
| - Hermoso 69' (str.), 82' (str.) - L. García 89' | Rapport | - Kgatlana 25' · |

| Stade Océane, Le Havre Tilskuere: 12,044 Dommer: María Carvajal (Chile) |

##### Tyskland - Spanien
| 12. juni 2019 18:00 |

| Tyskland      | 1-0     | Spanien |
| ------------- | ------- | ------- |
| - Däbritz 42' | Rapport |         |

| Stade du Hainaut, Valenciennes Tilskuere: 20,761 Dommer: Kateryna Monzul (Ukraine) |

##### Sydafrika - Kina
| 13. juni 2019 21:00 |

| Sydafrika | 0-1     | Kina         |
| --------- | ------- | ------------ |
|           | Rapport | - Ying 40' · |

| Parc des Princes, Paris Tilskuere: 20,011 Dommer: Katalin Kulcsár (Ungarn) |

##### Sydafrika - Tyskland
| 17. juni 2019 18:00 |

| Sydafrika | 0-4     | Tyskland                                              |
| --------- | ------- | ----------------------------------------------------- |
|           | Rapport | - Leupoiz 14' - Däbritz 29' - Popp 40' - Magull 58' · |

| Stade de la Mosson, Montpellier Tilskuere: 15,502 Dommer: Sandra Braz (Portugal) |

##### Kina - Spanien
| 17. juni 2019 18:00 |

| Kina | 0-0     | Spanien |
| ---- | ------- | ------- |
|      | Rapport |         |

| Stade Océane, Le Havre Tilskuere: 11,814 Dommer: Edina Alves Batista (Brasilien) |

#### Gruppe C
| Pos | Hold       | K | V | U | T | M+ | M- | MF  | P | Gruppe-resultat            |
| --- | ---------- | - | - | - | - | -- | -- | --- | - | -------------------------- |
| 1   | Italien    | 3 | 2 | 0 | 1 | 7  | 2  | +5  | 6 | Avancering til Slutspil    |
| 2   | Australien | 3 | 2 | 0 | 1 | 8  | 5  | +3  | 6 | Avancering til Slutspil    |
| 3   | Brasilien  | 3 | 2 | 0 | 1 | 6  | 3  | +3  | 6 | Slutspil eller elimination |
| 4   | Jamaica    | 3 | 0 | 0 | 3 | 1  | 12 | −11 | 0 |                            |

##### Australien - Italien
| 9. juni 2019 13:00 |

| Australien | 1-2     | Italien                  |
| ---------- | ------- | ------------------------ |
| - Kerr 22' | Rapport | - Bonansea 56' , 90+5' · |

| Stade du Hainaut, Valenciennes Tilskuere: 15,350 Dommer: Melissa Borjas (Honduras) |

##### Brasilien - Jamaica
| 9. juni 2019 15:30 |

| Brasilien               | 3-0     | Jamaica |
| ----------------------- | ------- | ------- |
| - Cristiane 15' 50' 64' | Rapport |         |

| Stade des Alpes, Grenoble Tilskuere: 17,668 Dommer: Riem Hussein (Tyskland) |

##### Australien - Brasilien
| 13. juni 2019 18:00 |

| Australien                                     | 3-2     | Brasilien                            |
| ---------------------------------------------- | ------- | ------------------------------------ |
| - Foord 45+1' - Logarzo 58' - Monica 66' (sm.) | Rapport | - Marta 27' (str.) - Cristiane 38' · |

| Stade de la Mosson, Montpellier Tilskuere: 17,032 Dommer: Esther Staubli (Schweiz) |

##### Jamaica - Italien
| 14. juni 2019 18:00 |

| Jamaica | 0-5     | Italien                                           |
| ------- | ------- | ------------------------------------------------- |
|         | Rapport | - Girelli 12' (str.), 25', 46' - Galli 71' (81) · |

| Stade Auguste-Delaune, Reims Tilskuere: 12,016 Dommer: Anna-Marie Keighley (New Zealand) |

##### Jamaica - Australien
| 18. juni 2019 21:00 |

| Jamaica      | 1-4     | Australien                  |
| ------------ | ------- | --------------------------- |
| - Solaun 49' | Rapport | - Kerr 11', 42', 69', 83' · |

| Stade des Alpes, Grenoble Tilskuere: 17,402 Dommer: Katalin Kulcsár (Ungarn) |

##### Italien - Brasilien
| 18. juni 2019 21:00 |

| Italien | 0-1     | Brasilien            |
| ------- | ------- | -------------------- |
|         | Rapport | - Marta 74' (str.) · |

| Stade du Hainaut, Valenciennes Tilskuere: 21,669 Dommer: Lucila Venegas (Mexico) |

#### Gruppe D
| Pos | Hold      | K | V | U | T | M+ | M- | MF | P | Gruppe-resultat         |
| --- | --------- | - | - | - | - | -- | -- | -- | - | ----------------------- |
| 1   | England   | 3 | 3 | 0 | 0 | 5  | 1  | +4 | 9 | Avancering til Slutspil |
| 2   | Japan     | 3 | 1 | 1 | 1 | 2  | 3  | −1 | 4 | Avancering til Slutspil |
| 3   | Argentina | 2 | 0 | 1 | 1 | 3  | 4  | −1 | 1 |                         |
| 4   | Skotland  | 3 | 0 | 1 | 2 | 5  | 7  | −2 | 1 |                         |

Alle kampene er lokal CEST (UTC+2).

##### England - Skotland
| 9. juni 2019 18:00 |

| England                         | 2-1     | Skotland       |
| ------------------------------- | ------- | -------------- |
| - Parris 14' (str.) - White 40' | Rapport | - Emslie 79' · |

| Allianz Riviera, Nice Tilskuere: 13,188 Dommer: Jana Adámková (Tjekkiet) |

##### Argentina - Japan
| 10. juni 2019 18:00 |

| Argentina | 0-0     | Japan |
| --------- | ------- | ----- |
|           | Rapport |       |

| Parc des Princes, Paris Tilskuere: 25,055 Dommer: Stéphanie Frappart (Frankrig) |

##### Japan - Skotland
| 14. juni 2019 15:00 |

| Japan                                | 2-1     | Skotland         |
| ------------------------------------ | ------- | ---------------- |
| - Iwabuchi 23' - Sugasawa 37' (str.) | Rapport | - Clelland 88' · |

| Roazhon Park, Rennes Tilskuere: 13,201 Dommer: Lidya Tafesse Abebe (Etiopien) |

##### England - Argentina
| 14. juni 2019 21:00 |

| England      | 1-0     | Argentina |
| ------------ | ------- | --------- |
| - Taylor 62' | Rapport |           |

| Stade Océane, Le Havre Tilskuere: 20,294 Dommer: Qin Liang (Kina) |

##### Japan - England
| 19. juni 2019 21:00 |

| Japan | 0-2     | England            |
| ----- | ------- | ------------------ |
|       | Rapport | - White 14', 84' · |

| Allianz Riviera, Nice Tilskuere: 14,319 Dommer: Claudia Umpiérrez (Uruguay) |

##### Skotland - Argentina
| 19. juni 2019 21:00 |

| Skotland                                  | 3-3     | Argentina                                                        |
| ----------------------------------------- | ------- | ---------------------------------------------------------------- |
| - Little 19' - Beattie 49' - Cuthbert 69' | Rapport | - Menéndez 74' - Alexander 79' (sm.) - Bonsegundo 90+4' (str.) · |

| Parc des Princes, Paris Tilskuere: 28,205 Dommer: Ri Hyang-ok (Nordkorea) |

#### Gruppe E
| Pos | Hold        | K | V | U | T | M+ | M- | MF | P | Gruppe-resultat            |
| --- | ----------- | - | - | - | - | -- | -- | -- | - | -------------------------- |
| 1   | Holland     | 3 | 3 | 0 | 0 | 6  | 2  | +4 | 9 | Avancering til Slutspil    |
| 2   | Canada      | 3 | 2 | 0 | 1 | 4  | 2  | +2 | 6 | Avancering til Slutspil    |
| 3   | Cameroun    | 2 | 1 | 0 | 1 | 3  | 5  | −2 | 3 | Slutspil eller elimination |
| 4   | New Zealand | 1 | 0 | 0 | 1 | 1  | 5  | −4 | 0 |                            |

##### Canada - Cameroun
| 10. juni 2019 21:00 |

| Canada         | 1-0     | Cameroun |
| -------------- | ------- | -------- |
| - Buchanan 45' | Rapport |          |

| Stade de la Mosson, Montpellier Tilskuere: 10,710 Dommer: Ri Hyang-ok (Nordkorea) |

##### New Zealand - Holland
| 11. juni 2019 15:00 |

| New Zealand | 0-1     | Holland         |
| ----------- | ------- | --------------- |
|             | Rapport | - Roord 90+2' · |

| Stade Océane, Le Havre Tilskuere: 10,654 Dommer: Edina Alves Batista (Spanien) |

##### Holland - Cameroun
| 15. juni 2019 15:00 |

| Holland                             | 3-1     | Cameroun        |
| ----------------------------------- | ------- | --------------- |
| - Miedema 41' (85) - Bloodworth 48' | Rapport | - Onguéné 43' · |

| Stade du Hainaut, Valenciennes Tilskuere: 22,473 Dommer: Casey Reibelt (Australien) |

##### Canada - New Zealand
| 15. juni 2019 21:00 |

| Canada                     | 2-0     | New Zealand |
| -------------------------- | ------- | ----------- |
| - Fleming 48' - Prince 79' | Rapport |             |

| Stade des Alpes, Grenoble Tilskuere: 14,856 Dommer: Yoshimi Yamashita (Japan) |

##### Holland - Canada
| 20. juni 2019 18:00 |

| Holland                        | 2-1     | Canada           |
| ------------------------------ | ------- | ---------------- |
| - Dekker 54' - Beerensteyn 75' | Rapport | - Sinclair 60' · |

| Stade Auguste-Delaune, Reims Tilskuere: 19,277 Dommer: Stéphanie Frappart (Frankrig) |

##### Cameroun - New Zealand
| 20. juni 2019 18:00 |

| Cameroun            | 2-1     | New Zealand         |
| ------------------- | ------- | ------------------- |
| - Nchout 57', 90+5' | Rapport | - Awona 80' (sm.) · |

| Stade de la Mosson, Montpellier Tilskuere: 8,009 Dommer: Kateryna Monzul (Ukraine) |

#### Gruppe F
| Pos | Hold     | K | V | U | T | M+ | M- | MF  | P | Gruppe-resultat         |
| --- | -------- | - | - | - | - | -- | -- | --- | - | ----------------------- |
| 1   | USA      | 3 | 3 | 0 | 0 | 18 | 0  | +18 | 9 | Avancering til Slutspil |
| 2   | Sverige  | 3 | 2 | 0 | 1 | 7  | 3  | +4  | 6 | Avancering til Slutspil |
| 3   | Chile    | 3 | 1 | 0 | 2 | 2  | 5  | −3  | 3 |                         |
| 4   | Thailand | 3 | 0 | 0 | 3 | 1  | 20 | −19 | 0 |                         |

##### Chile - Sverige
| 11. juni 2019 18:00 |

| Chile | 0-2     | Sverige                        |
| ----- | ------- | ------------------------------ |
|       | Rapport | - Asllani 83' - Janogy 90+4' · |

| Roazhon Park, Rennes Tilskuere: 15,875 Dommer: Lucila Venegas (Mexico) |

##### USA - Thailand
| 11. juni 2019 21:00 |

| USA | 13-0    | Thailand |
| --- | ------- | -------- |
| - Morgan 12', 53', 74', 81', 87' - Lavelle 20', 56' - Horan 32' - Mewis 50', 54' - Rapinoe 79' - Pugh 85' - Lloyd 90+2' | Rapport |          |

| Stade Auguste-Delaune, Reims Tilskuere: 18,591 Dommer: Laura Fortunato (Argentina) |

##### Sweden vs Thailand
| 16. juni 2019 15:00 |

| Sverige                                                                       | 5-1     | Thailand          |
| ----------------------------------------------------------------------------- | ------- | ----------------- |
| - Sembrant 6' - Asllani 19' - Rolfö 42' - Hurtig 81' - Rubensson 90+2' (str.) | Rapport | - Kanjana 90+1' · |

| Allianz Riviera, Nice Tilskuere: 9,354 Dommer: Salima Mukansanga (Rwanda) |

##### USA - Chile
| 16. juni 2019 18:00 |

| USA                         | 3-0     | Chile |
| --------------------------- | ------- | ----- |
| - Lloyd 11' (35) - Ertz 26' | Rapport |       |

| Parc des Princes, Paris Tilskuere: 45,594 Dommer: Rien Hussein (Tyskland) |

##### Sverige - USA
| 20. juni 2019 21:00 |

| Sverige | 0-2     | USA                                |
| ------- | ------- | ---------------------------------- |
|         | Rapport | - Horan 3' - Andersson 50' (sm.) · |

| Stade Océane, Le Havre Tilskuere: 22,418 Dommer: Anastasia Pustovoitova (Rusland) |

##### Thailand - Chile
| 20. juni 2019 21:00 |

| Thailand | 0-2     | Chile                                |
| -------- | ------- | ------------------------------------ |
|          | Rapport | - Boonsing 48' (sm.) - Urrutia 80' · |

| Roazhon Park, Rennes Tilskuere: 13,567 Dommer: Anna-Marie Keighley (New Zealand) |

### Rangering af tredjepladser
De fire bedste treere fra de seks puljer kvalificerede sig til slutspillet sammen med de seks puljevindere og de seks toere. Rankeringen af de bedst placerede treere er som "regler for placeringsinddeling" anført under tabellen

| Pos | Hold      | K | V | U | T | M+ | M- | MF | P | Kvalifikation             |
| --- | --------- | - | - | - | - | -- | -- | -- | - | ------------------------- |
| 1   | Brasilien | 3 | 2 | 0 | 1 | 6  | 3  | +3 | 6 | Avancerer til Slutspillet |
| 2   | Kina      | 3 | 1 | 1 | 1 | 1  | 1  | 0  | 4 | Avancerer til Slutspillet |
| 3   | Cameroun  | 3 | 1 | 0 | 2 | 3  | 5  | −2 | 3 | Avancerer til Slutspillet |
| 4   | Nigeria   | 3 | 1 | 0 | 2 | 2  | 4  | −2 | 3 | Avancerer til Slutspillet |
| 5   | Chile     | 3 | 1 | 0 | 2 | 2  | 5  | −3 | 3 |                           |
| 6   | Argentina | 3 | 0 | 2 | 1 | 3  | 4  | −1 | 2 |                           |

### Slutspil
|  | 1/8-finaler              | 1/8-finaler              |                      |   | Kvartfinaler | Kvartfinaler |                 |                 | Semifinaler | Semifinaler |  |  | Finalekamp | Finalekamp |
|  |                          |                          |                      |   |              |              |                 |                 |             |             |  |  |            |            |
|  | 22 . juni - Nice         |                          |                      |   |              |              |                 |                 |             |             |  |  |            |            |
|  |                          |                          |                      |   |              |              |                 |                 |             |             |  |  |            |            |
|  | Norge (str.)             | 1 (4)                    |                      |   |              |              |                 |                 |             |             |  |  |            |            |
|  | Norge (str.)             | 1 (4)                    | 27 . juni - Le Havre |   |              |              |                 |                 |             |             |  |  |            |            |
|  | Australien               | 1 (1)                    |                      |   |              |              |                 |                 |             |             |  |  |            |            |
|  | Australien               | 1 (1)                    | Norge                | 0 |              |              |                 |                 |             |             |  |  |            |            |
|  | 23 . juni - Valenciennes |                          | Norge                | 0 |              |              |                 |                 |             |             |  |  |            |            |
|  |                          | England                  | 3                    |   |              |              |                 |                 |             |             |  |  |            |            |
|  | England                  | England                  | 3                    | 3 |              |              |                 |                 |             |             |  |  |            |            |
|  | England                  |                          | 2 . juli - Lyon      | 3 |              |              |                 |                 |             |             |  |  |            |            |
|  | Cameroun                 | 0                        |                      |   |              |              |                 |                 |             |             |  |  |            |            |
|  | Cameroun                 | 0                        | England              | 1 |              |              |                 |                 |             |             |  |  |            |            |
|  | 23 . juni - Le Havre     |                          | England              | 1 |              |              |                 |                 |             |             |  |  |            |            |
|  |                          | USA                      | 2                    |   |              |              |                 |                 |             |             |  |  |            |            |
|  | Frankrig (OT.)           | USA                      | 2                    | 2 |              |              |                 |                 |             |             |  |  |            |            |
|  | Frankrig (OT.)           | 28 . juni - Paris        |                      | 2 |              |              |                 |                 |             |             |  |  |            |            |
|  | Brasilien                | 1                        |                      |   |              |              |                 |                 |             |             |  |  |            |            |
|  | Brasilien                | 1                        | Frankrig             | 1 |              |              |                 |                 |             |             |  |  |            |            |
|  | 24 . juni - Reims        |                          | Frankrig             | 1 |              |              |                 |                 |             |             |  |  |            |            |
|  |                          | USA                      | 2                    |   |              |              |                 |                 |             |             |  |  |            |            |
|  | Spanien                  | USA                      | 2                    | 1 |              |              |                 |                 |             |             |  |  |            |            |
|  | Spanien                  |                          | 7 . juli - Lyon      | 1 |              |              |                 |                 |             |             |  |  |            |            |
|  | USA                      | 2                        |                      |   |              |              |                 |                 |             |             |  |  |            |            |
|  | USA                      | 2                        | USA                  | 2 |              |              |                 |                 |             |             |  |  |            |            |
|  | 25 . juni - Montpellier  |                          | USA                  | 2 |              |              |                 |                 |             |             |  |  |            |            |
|  |                          | Holland                  | 0                    |   |              |              |                 |                 |             |             |  |  |            |            |
|  | Italien                  | Holland                  | 0                    | 2 |              |              |                 |                 |             |             |  |  |            |            |
|  | Italien                  | 29 . juni - Valenciennes |                      | 2 |              |              |                 |                 |             |             |  |  |            |            |
|  | Kina                     | 0                        |                      |   |              |              |                 |                 |             |             |  |  |            |            |
|  | Kina                     | 0                        | Italien              | 0 |              |              |                 |                 |             |             |  |  |            |            |
|  | 25 . juni - Rennes       |                          | Italien              | 0 |              |              |                 |                 |             |             |  |  |            |            |
|  |                          | Holland                  | 2                    |   |              |              |                 |                 |             |             |  |  |            |            |
|  | Holland                  | Holland                  | 2                    | 2 |              |              |                 |                 |             |             |  |  |            |            |
|  | Holland                  |                          | 3 . juli - Lyon      | 2 |              |              |                 |                 |             |             |  |  |            |            |
|  | Japan                    | 1                        |                      |   |              |              |                 |                 |             |             |  |  |            |            |
|  | Japan                    | 1                        | Holland (OT.)        | 1 |              |              |                 |                 |             |             |  |  |            |            |
|  | 22 . juni - Grenoble     |                          | Holland (OT.)        | 1 |              |              |                 |                 |             |             |  |  |            |            |
|  |                          | Sverige                  | 0                    |   | Bronzekamp   | Bronzekamp   |                 |                 |             |             |  |  |            |            |
|  | Tyskland                 | Sverige                  | 0                    | 3 | Bronzekamp   | Bronzekamp   |                 |                 |             |             |  |  |            |            |
|  | Tyskland                 | 29 . juni - Rennes       | 29 . juni - Rennes   | 3 |              |              | 6 . juli - Nice | 6 . juli - Nice |             |             |  |  |            |            |
|  | Nigeria                  | 29 . juni - Rennes       | 29 . juni - Rennes   | 0 |              |              | 6 . juli - Nice | 6 . juli - Nice |             |             |  |  |            |            |
|  | Nigeria                  | Tyskland                 | 1                    | 0 | England      | 1            |                 |                 |             |             |  |  |            |            |
|  | 24 . juni - Paris        | Tyskland                 | 1                    |   | England      | 1            |                 |                 |             |             |  |  |            |            |
|  |                          | Sverige                  | 2                    |   | Sverige      | 2            |                 |                 |             |             |  |  |            |            |
|  | Sverige                  | Sverige                  | 2                    | 2 | Sverige      | 2            |                 |                 |             |             |  |  |            |            |
|  | Sverige                  |                          |                      | 2 |              |              |                 |                 |             |             |  |  |            |            |
|  | Canada                   | 1                        |                      |   |              |              |                 |                 |             |             |  |  |            |            |
|  | Canada                   | 1                        |                      |   |              |              |                 |                 |             |             |  |  |            |            |

### Ottendedelsfinaler
| 22. juni 2019 17:30 |

| Tyskland                                       | 3–0     | Nigeria |
| ---------------------------------------------- | ------- | ------- |
| - Popp 20' - Däbritz 27' (str.) - Schüller 82' | Rapport |         |

| Stade des Alpes, Grenoble Tilskuere: 17,988 Dommer: Yoshimi Yamashita (Japan) |

| 22. juni 2019 21:00 |

| Norge                                 | 1–1                      | Australien                |
| ------------------------------------- | ------------------------ | ------------------------- |
| - Herlovsen 31'                       | Rapport                  | - Kellond-Knight 83'      |
|                                       | Straffesparkskonkurrence |                           |
| - C. Hansen - Reiten - Mjelde - Engen | 4–1                      | - Kerr - Gielnik - Catley |

| Allianz Riviera, Nice Tilskuere: 12,229 Dommer: Riem Hussein (Tyskland) |

| 23. juni 2019 17:30 |

| England                                      | 3–0     | Cameroun |
| -------------------------------------------- | ------- | -------- |
| - Houghton 14' - White 45+4' - Greenwood 58' | Rapport |          |

| Stade du Hainaut, Valenciennes Tilskuere: 20,148 Dommer: Qin Liang (Kina) |

| 23. juni 2019 21:00 |

| Frankrig                  | 2–1     | Brasilien      |
| ------------------------- | ------- | -------------- |
| - Gauvin 52' - Henry 107' | Rapport | - Thaisa 63' · |

| Stade Océane, Le Havre Tilskuere: 23,965 Dommer: Marie-Soleil Beaudoin (Canada) |

| 24. juni 2019 18:00 |

| Spanien      | 1–2     | USA                               |
| ------------ | ------- | --------------------------------- |
| - Hermoso 9' | Rapport | - Rapinoe 7' (str.), 75' (str.) · |

| Stade Auguste-Delaune, Reims Tilskuere: 19,633 Dommer: Katalin Kulcsár (Ungarn) |

| 24. juni 2019 21:00 |

| Sverige            | 1–0     | Canada |
| ------------------ | ------- | ------ |
| - Blackstenius 55' | Rapport |        |

| Parc des Princes, Paris Tilskuere: 38,078 Dommer: Kate Jacewicz (Australien) |

| 25. juni 2019 18:00 |

| Italien                    | 2–0     | Kina |
| -------------------------- | ------- | ---- |
| - Giacinti 15' - Galli 49' | Rapport |      |

| Stade de la Mosson, Montpellier Tilskuere: 17,492 Dommer: Edina Alves Batista (Brasilien) |

| 25. juni 2019 21:00 |

| Holland                   | 2–1     | Japan            |
| ------------------------- | ------- | ---------------- |
| - Martens 17', 90' (str.) | Rapport | - Hasegawa 43' · |

| Roazhon Park, Rennes Tilskuere: 21,076 Dommer: Melissa Borjas (Honduras) |

### Kvartfinaler
| 27. juni 2019 21:00 |

| Norge | 0–3     | England                               |
| ----- | ------- | ------------------------------------- |
|       | Rapport | - Scott 3' - White 40' - Bronze 57' · |

| Stade Océane, Le Havre Tilskuere: 21,111 Dommer: Lucila Venegas (Mexico) |

| 28. juni 2019 21:00 |

| Frankrig     | 1–2     | USA                 |
| ------------ | ------- | ------------------- |
| - Renard 81' | Rapport | - Rapinoe 5', 65' · |

| Parc des Princes, Paris Tilskuere: 45,595 Dommer: Kateryna Monzul (Ukraine) |

| 29. juni 2019 15:00 |

| Italien | 0–2     | Holland                             |
| ------- | ------- | ----------------------------------- |
|         | Rapport | - Miedema 70' - Van der Gragt 80' · |

| Stade du Hainaut, Valenciennes Tilskuere: 22,600 Dommer: Claudia Umpiérrez (Uruguay) |

| 29. juni 2019 18:30 |

| Tyskland     | 1–2     | Sverige                              |
| ------------ | ------- | ------------------------------------ |
| - Magull 16' | Rapport | - Jakobsson 22' - Blackstenius 48' · |

| Roazhon Park, Rennes Tilskuere: 25,301 Dommer: Stéphanie Frappart (Frankrig) |

### Semifinaler
| 2. juli 2019 21:00 |

| England     | 1–2     | USA                        |
| ----------- | ------- | -------------------------- |
| - White 19' | Rapport | - Press 10' - Morgan 31' · |

| Parc Olympique Lyonnais, Lyon Tilskuere: 53,512 Dommer: Edina Alves Batista (Brasilien) |

| 3. juli 2019 21:00 |

| Holland       | 1–0     | Sverige |
| ------------- | ------- | ------- |
| - Groenen 99' | Rapport |         |

| Parc Olympique Lyonnais, Lyon Tilskuere: 48,452 Dommer: Marie-Soleil Beaudoin (Canada) |

### Kampen om trejdepladsen
| 6. juli 2019 17:00 |

| England     | 1–2     | Sverige                         |
| ----------- | ------- | ------------------------------- |
| - Kirby 31' | Rapport | - Asllani 11' - Jakobsson 22' · |

| Allianz Riviera, Nice Tilskuere: 20,316 Dommer: Anastasia Pustovoitova (Rusland) |

### Finalekampen
| 7. juli 2019 17:00 |

| USA                                | 2–0     | Holland |
| ---------------------------------- | ------- | ------- |
| - Rapinoe 61' (str.) - Lavelle 69' | Rapport |         |

| Parc Olympique Lyonnais, Lyon Tilskuere: 57,900 Dommer: Stéphanie Frappart (Frankrig) |

## Statistiker

### Målscorere
Der blev scoret 146 mål í 52 kampe
6 mål
- Ellen White
- Alex Morgan
- Megan Rapinoe

5 mål
- Sam Kerr

4 mål
- Cristiane
- Wendie Renard

| 3 mål - Sara Däbritz - Aurora Galli - Cristiana Girelli | - Vivianne Miedema - Jennifer Hermoso - Kosovare Asllani | - Rose Lavelle - Carli Lloyd |

| 2 mål - Marta - Ajara Nchout - Valérie Gauvin - Amandine Henry - Eugénie Le Sommer | - Lina Magull - Alexandra Popp - Barbara Bonansea - Lieke Martens - Isabell Herlovsen | - Stina Blackstenius - Sofia Jakobsson - Lindsey Horan - Sam Mewis |

| 1 mål - Florencia Bonsegundo - Milagros Menéndez - Caitlin Foord - Elise Kellond-Knight - Chloe Logarzo - Thaisa - Gabrielle Onguéné - Kadeisha Buchanan - Jessie Fleming - Nichelle Prince - Christine Sinclair - María José Urrutia - Li Ying - Lucy Bronze - Alex Greenwood - Steph Houghton - Fran Kirby - Nikita Parris | - Jill Scott - Jodie Taylor - Giulia Gwinn - Melanie Leupolz - Lea Schüller - Valentina Giacinti - Havana Solaun - Yui Hasegawa - Mana Iwabuchi - Yuika Sugasawa - Lineth Beerensteyn - Dominique Bloodworth - Anouk Dekker - Stefanie van der Gragt - Jackie Groenen - Jill Roord - Asisat Oshoala - Caroline Hansen - Guro Reiten - Lisa-Marie Utland | - Jennifer Beattie - Lana Clelland - Erin Cuthbert - Claire Emslie - Kim Little - Thembi Kgatlana - Yeo Min-ji - Lucía García - Lina Hurtig - Madelen Janogy - Fridolina Rolfö - Elin Rubensson - Linda Sembrant - Kanjana Sungngoen - Julie Ertz - Christen Press - Mallory Pugh |

1 selvmål
- Mônica (mod Australien)
- Aurelle Awona (mod New Zealand)
- Wendie Renard (mod Norge)
- Osinachi Ohale (mod Norge)
- Lee Alexander (mod Argentina)
- Kim Do-yeon (mod Nigeria)
- Jonna Andersson (mod USA)
- Waraporn Boonsing (mod Chile)